# Паризька комуна (сторожовий корабель)
«Паризька комуна» — радянський річковий сторожовий корабель, облаштований на початку Німецько-радянської війни з мобілізованого парового колісного буксира.

## Історія служби
Паровий колісний буксир побудовано у 1934 році на заводі «Ленінська кузня» у Києві.
З початком війни «Паризьку комуну» мобілізовано 23 червня 1941 року за передвоєнним планом та вже 1 липня повністю переоблаштовано у військовий корабель на заводі ім. І. В. Сталіна у Києві. За дозволом Головного Морського Штабу (ГМШ) корабель отримав дві 76-мм універсальних артилерийських установки 34-К у півбаштах, які могли вести вогонь також і по повітряним цілям. За тодішньою класифікацією кораблі, що мали артилерію калібру 76 мм або менше були у класі «сторожовий корабель».
11 липня «Паризьку комуну» (у військових документах дається також і номерна назва «СК-3») включено до складу Прип'ятського загону річкових кораблів Пінської військової флотилії (ПВФ). Його командиром став лейтенант запасу Гордієнко М. М. Але з 10 серпня сторожовик діяв у складі Київського ЗРК на південному фланзі Київського укріпрайону. У цей же день на корабль призначено нового командира — молодшого лейтенанта Сутужко С. Ф. 22 серпня «Паризька комуна» прикривала вогнем дніпровську переправу відступаючої 5-ї армії Південно-Західного фронту поблизу села Навози.
Увечері 23 серпня 1941 року передові загони німецької 111-ї піхотної дивізії, посилені самохідними установками StuG III, розбили погано організовані частини 27-го стрілецького корпусу 37-ї армії Південно-Західного фронту, що відступали за наказом, захопили міст через Дніпро біля села Окунінове та облаштували плацдарм на лівому березі Дніпра. Таким чином кораблі флотилії, серед них і «Паризька комуна», були відрізані від Києва, де знаходився штаб ПВФ.
У ніч на 26 серпня «Паризька комуна» разом з іншими кораблями пішла на прорив з півночі у Київ, минаючи німецький плацдарм біля Окунінового. На підході до окуніновського мосту сторожовик потрапив під сильний обстріл, була підбита кормова гармата, а її розрахунок було вбито. Сторожовий корабель зміг пройти під мостом, але через кілька хвилин він отримав ще одне пряме влучання снаряда, що вивело з ладу парову машину. Течія віднесла некерований корабель на мілину. Спроби налагодити двугун та зняти «Паризьку комуну» з мілини були невдалі. За наказом командира екіпаж підірвав свой корабель. Щонайменше один член екіпажу потрапив у полон до німців.
31 серпня сторожовик виключено із списків кораблів ВМФ за наказом командуючого флотом, а у 1948 році уламки корабля здано на металобрухт.